# Smrž polovolný
Smrž polovolný (Mitrophora semilibera), dříve též smrž obojetný, je jedlá vřeckovýtrusná jarní houba z čeledi smržovitých.

## Popis
Klobouk je kuželovitý až zvoncovitý, vysoký 2–4 cm. Je protkán svislými žebry, která jsou pospojována menšími příčnými, zřídka vodorovnými žebry. Klobouk je hnědé, na vrchních částech žeber až černé barvy, zhruba od poloviny výšky je přirostlý ke třeni, spodní část klobouku je volná a ke třeni přirostlá není (odtud je odvozeno české i latinské druhové jméno). Třeň je světlý, nerovnoměrně válcovitý o délce 5–12 cm.

## Výskyt
Roste na jaře a upřednostňuje vápencové půdy. Lze jej nalézt hlavně při kraji lesních cest, v lužních lesích, zahradách, na spáleništích, na březích potoků, na loukách, ve vlhkých listnatých lesích apod. Vyskytuje se řídce na většině území České republiky, jen místy je hojnější.
Smrž polovolný je zařazen do Červeného seznamu hub České republiky jako téměř ohrožený druh (NT).

## Použití
Podobně jako ostatní smrži je jedlý a má v kuchyni všestranné využití.

## Podobné druhy
Smrži polovolnému je podobná kačenka česká (Verpa bohemica), která se mimo jiné liší třeněm přirůstajícím až v samé špičce klobouku a zpravidla světlejším, oble zkrouceně žilnatým kloboukem.
Ostatní druhy smržů mají okraj klobouku přirostlý ke třeni a často robustnější plodnice.

## Synonyma
- Helvella hybrida Sowerby
- Mitrophora hybrida (Sowerby ex Grev.) Boud.,  1897
- Mitrophora rimosipes (DC.) anon. ined.,
- Morchella hybrida Pers.,  1801
- Morchella patula var. semilibera (DC.) S. Imai,  1954
- Morchella rimosipes DC., 1805
- Morchella semilibera DC.,  1805